# 1627
1627 (MDCXXVII) byl rok, který dle gregoriánského kalendáře započal pátkem.

## Události
- Uhynul poslední pratur.
- 2. května se uskutečnila barokní slavnost ku příležitosti přenesení ostatků sv. Norberta z toho času protestantského Magdeburku do Prahy do kláštera premonstrátů na Strahově.
- 10. května bylo vydáno Obnovené zřízení zemské pro Čechy.
- 24. listopadu proběhla v Praze slavnostní korunovace Ferdinanda, za přítomnosti jeho otce, císaře Ferdinanda II.
- velký požár Osla
- v Čechách se začíná používat titul hrabě
- Valdštejnovo frýdlantské panství je povýšeno na vévodství a vyňato ze Zemských desk Českého království
- František kardinál z Ditrichštejna je jmenován guvernérem Vídně a Dolního Rakouska
- kardinál Richelieu organizuje Společnost sta společníků pro kolonizaci všech území mezi Floridou a Polárním kruhem
- Mandžuové zaplavují Koreu a ta se roku 1637 stává jejich vazalem
- rebelie proti dynastii Ming v Číně

### Probíhající události
- 1568–1648 – Nizozemská revoluce
- 1568–1648 – Osmdesátiletá válka
- 1618–1648 – Třicetiletá válka

## Narození

#### Česko
- Adolf Vratislav ze Šternberka, šlechtic a diplomat († 4. září 1703)

#### Svět
- 25. ledna – Robert Boyle, irský přírodovědec a vynálezce († 31. prosince 1691)
- 19. února – Šivádží, zakladatele Maráthského státu v západní Indii († 3. dubna 1680)
- 21. února – Nicolò Beregan, italský šlechtic, právník, básník, historik, překladatel a operní libretista († 17. prosince 1713)
- 27. března – Stephen Fox, anglický politik a finančník († 28. října 1716)
- 16. května – Willem van Aelst, nizozemský malíř († po roce 1683)
- 27. května – Anna Marie Louisa Orleánská, francouzská princezna a členka královské rodiny († 5. dubna 1693)
- 01. července – Anna Marie Meklenbursko-Schwerinská, německá šlechtična († 11. prosince 1669)
- 01. srpna – Luisa Savojská, princezna savojská a bádenská († 7. července 1689)
- 02. srpna – Samuel Dirksz van Hoogstraten, nizozemský malíř († 19. října 1678)
- 26. srpna – Jacob Philipp Sachs von Lewenheimb, slezský lékař, přírodovědec, městský fyzik († 7. ledna 1672)
- 27. září – Jacques-Bénigne Bossuet, francouzský teolog, kazatel, politik a spisovatel († 12. dubna 1704)
- 20. listopadu – Šarlota Hesensko-Kasselská, hesenská princezna a falcká kurfiřtka († 16. března 1686)
- 29. listopadu – John Ray, anglický přírodovědec († 17. ledna 1705)
- 07. prosince – Luisa Henrietta Oranžská, nizozemská princezna a braniborská kurfiřtka († 18. června 1667)
- 10. prosince – František Eusebius z Pöttingu, rakouský šlechtic ze starobylého rodu Pöttingů († 29. prosince 1678)
- neznámé datum
  - Girolamo Lucenti, italský sochař († 1692)
  - Nicolò Minato, italský právník, básník, operní libretista a divadelní impresário († 28. února 1698)
  - Matthias Withoos, nizozemský malíř zátiší a městských scén († 1703)
  - Aşub Sultan, manželka osmanského sultána Ibrahima I. a matka sultána Sulejmana II. († 4. prosince 1689)
  - Turhan Hatice Sultan, manželka osmanského sultána Ibrahima I. a matka sultána Mehmeda IV. († 4. srpna 1683)
  - Şivekar Sultan, manželka osmanského sultána Ibrahima I. († 1647)

## Úmrtí

#### Česko
- 11. září – Matouš Ulický, kališnický kněz a duchovní vůdce (* kolem 1580)
- 29. září – Řehoř Rumer, rektor olomoucké univerzity (* 1569)
- neznámé datum
  - říjen – Jan Adam z Víckova, účastník stavovského povstání (* 1589)
  - Pavel Kavka z Říčan, šlechtic (* kolem 1570)

#### Svět
- 12. února – Karel I. z Lichtenštejna, zakladatel knížecího rodu Lichtenštejnů (* 30. července 1569)
- 23. května – Luis de Góngora y Argote, španělský básník a dramatik (* 11. července 1561)
- 04. června – Marie z Montpensier, francouzská šlechtična a orleánská vévodkyně (* 15. října 1605)
- 25. června – Julius Schiller, německý astronom a mnich z Augsburgu (* ?)
- 20. července – Guðbrandur Þorláksson, islandský biskup, spisovatel, kartograf a matematik (* 1541)
- 27. září – Jacques-Bénigne Bossuet, francouzský teolog, politik a spisovatel († 12. dubna 1704)
- 30. září – Tchien-čchi, čínský císař (* 23. prosince 1605)
- 19. října – Wej Čung-sien, eunuch ovládající čínského císaře Tchien-čchiho (* 1568)
- 21. října – Frederick de Houtman, nizozemský mořeplavec (* 1571)
- 08. listopadu – Džahángír, mughalský císař (* 20. září 1569)
- 19. prosince – zavražděn Karel z Trauttmannsdorffu, šlechtic z tyrolské linie rodu Trauttmannsdorffů (* ?)

## Hlavy států
- Anglie – Karel I. (1625–1649)
- Francie – Ludvík XIII. (1610–1643)
- Habsburská monarchie – Ferdinand II. (1619–1637)
- Osmanská říše – Murad IV. (1623–1640)
- Polsko-litevská unie – Zikmund III. Vasa (1587–1632)
- Rusko – Michail I. (1613–1645)
- Španělsko – Filip IV. (1621–1665)
- Švédsko – Gustav II. Adolf (1611–1632)
- Papež – Urban VIII. (1623–1644)
- Perská říše – Abbás I. Veliký